# Прейс, Адольф
Адольф Фридрих Якоб Прейс (нем. Adolph Preiß, латыш. Ādolfs Preiss, 9 июня 1762, Valtaiķi, Лайдская волость — 20 ноября 1832, Либава, Курляндская губерния) — курляндский лютеранский пастор, теолог.

## Биография
Адольф Прейс родился в имении Нойхаузен (сегодня — деревня Валтайки Лайдской волости Кулдигского края Латвии) в семье пастора Якоба Прейса и Софии Елизаветы Реймер, выходцев из Восточной Пруссии. В 1781 году закончил гимназию в Митаве и поступил в Гёттингенский университет, где изучал теологию и философию.
По окончании университета вернулся в Курляндию, четыре года проработал домашним учителем у детей местного немецкого дворянства. После смерти отца в 1791 году занял его место, став третьим пастором немецкой кирхи в Либаве (сегодня — Лиепая). В 1797 году возглавил Либавский сиротский институт. В 1809 году возведен в звание настоятеля Гробинского пробства. В 1818 покинул это должность по собственному желанию в связи с болезнью.
Член Учёного общества Кёнигсберга (с 1792), Курляндского общества литературы и художеств (с 1817) и совета училищ Либавы (с 1821). С 1814 года — консисториальный советник. В 1818 году награждён Крестом в память 1812 года.

## Семья
Один из сыновей Прейса и его жены Доротеи Штоббе переехал в Петербург, где взял имя Адольф Фёдорович Прейс. Он работал экспедитором таможни, собрал обширную библиотеку по истории Балтии и коллекцию старых монет, стал одним из основателей Археологическо-нумизматического общества.